# The Masked Singer (Vereinigtes Königreich)/Staffel 2
Die zweite Staffel der britischen Musikshow The Masked Singer wurde vom 26. Dezember 2020 bis zum 13. Februar 2021 auf ITV ausgestrahlt. Moderiert wurde sie von Joel Dommett. Das Rateteam bestand neben mehreren Gastjuroren aus dem Komiker Mo Gilligan, der Moderatorin Davina McCall, der Sängerin Rita Ora und dem Moderator Jonathan Ross. Siegerin der zweiten Staffel wurde Joss Stone als Sausage.

## Rateteam
Aufgrund im Zuge der COVID-19-Pandemie verfügten Reisebeschränkungen im Vereinigten Königreich wurde der US-amerikanische Schauspieler Ken Jeong im Rateteam durch den britischen Komiker Mo Gilligan ersetzt.
| Folge | Ständige Mitglieder | Ständige Mitglieder | Ständige Mitglieder | Ständige Mitglieder | Gastmitglied   |
| ----- | ------------------- | ------------------- | ------------------- | ------------------- | -------------- |
| 1     | Mo Gilligan         | Davina McCall       | Rita Ora            | Jonathan Ross       | —              |
| 2     | Mo Gilligan         | Davina McCall       | Rita Ora            | Jonathan Ross       | —              |
| 3     | Mo Gilligan         | Davina McCall       | Rita Ora            | Jonathan Ross       | —              |
| 4     | Mo Gilligan         | Davina McCall       | Rita Ora            | Jonathan Ross       | —              |
| 5     | Mo Gilligan         | Davina McCall       | Rita Ora            | Jonathan Ross       | —              |
| 6     | Mo Gilligan         | Davina McCall       | Rita Ora            | Jonathan Ross       | Alan Carr      |
| 7     | Mo Gilligan         | Davina McCall       | Rita Ora            | Jonathan Ross       | Matt Lucas     |
| 8     | Mo Gilligan         | Davina McCall       | Rita Ora            | Jonathan Ross       | Nicola Roberts |

## Teilnehmer

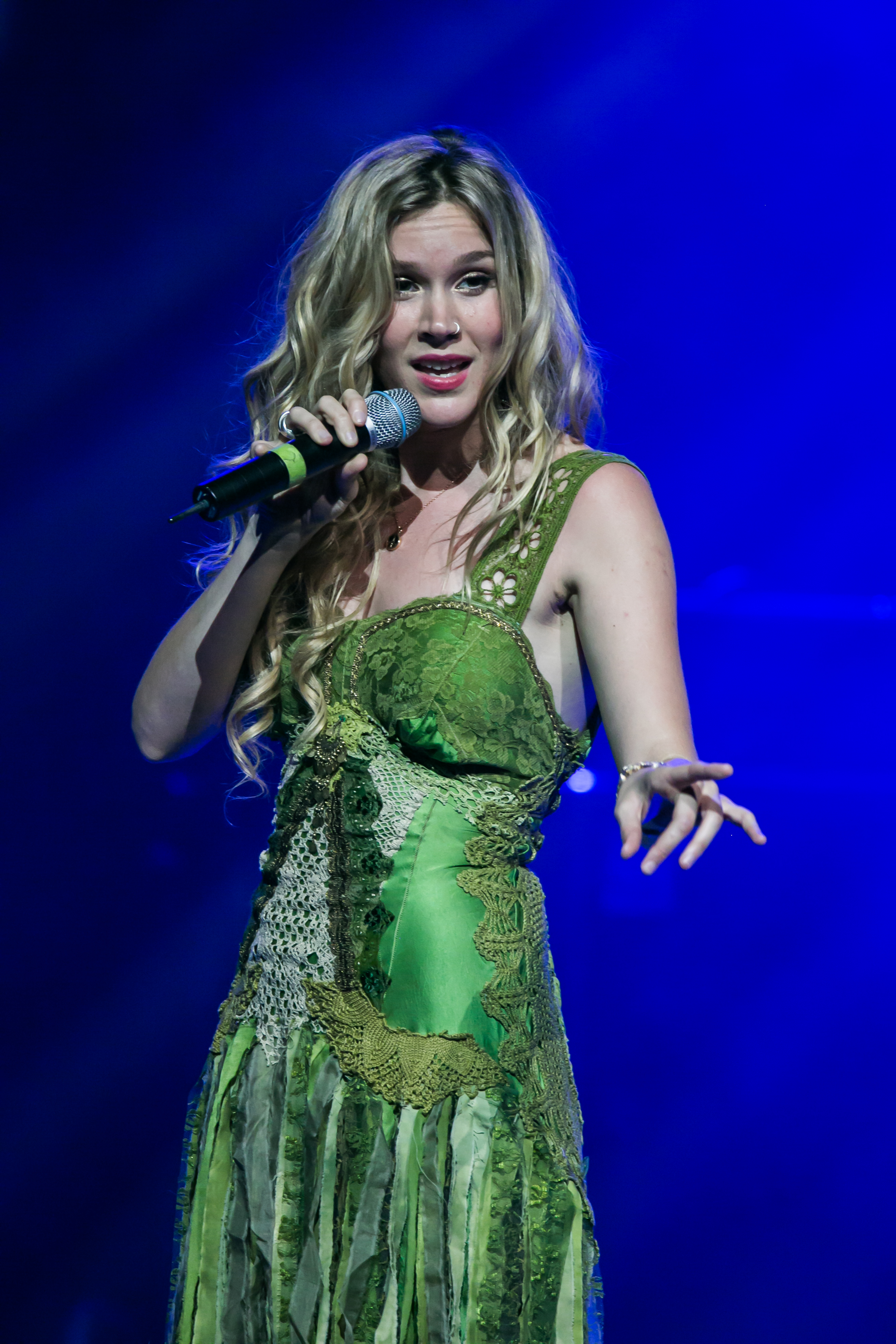
Joss Stone, Siegerin der zweiten Staffel

| Platz | Kostüm                       | Person              | Bekannt als                            | Aus in Folge | Quelle |
| ----- | ---------------------------- | ------------------- | -------------------------------------- | ------------ | ------ |
| 1     | Sausage (Wurst)              | Joss Stone          | Sängerin, Schauspielerin               | 8            | [ 6 ]  |
| 2     | Badger (Dachs)               | Ne-Yo               | Singer-Songwriter, Schauspieler        | 8            | [ 7 ]  |
| 3     | Robin (Rotkehlchen)          | Aston Merrygold     | Sänger, Schauspieler, Tänzer           | 8            | [ 8 ]  |
| 4     | Harlequin (Harlekin)         | Gabrielle           | Sängerin                               | 7            | [ 9 ]  |
| 5     | Dragon (Drache)              | Sue Perkins         | Komikerin, Moderatorin, Schauspielerin | 7            | [ 10 ] |
| 6     | Blob (Klecks)                | Lenny Henry         | Komiker, Moderator, Schauspieler       | 6            | [ 11 ] |
| 7     | Viking (Wikinger)            | Morten Harket       | Musiker                                | 6            | [ 12 ] |
| 8     | Bush Baby (Galago)           | John Thomson        | Komiker, Schauspieler                  | 5            | [ 13 ] |
| 9     | Grandfather Clock (Standuhr) | Glenn Hoddle        | Fußballspieler                         | 4            | [ 14 ] |
| 10    | Swan (Schwan)                | Martine McCutcheon  | Sängerin, Schauspielerin               | 3            | [ 15 ] |
| 11    | Seahorse (Seepferdchen)      | Melanie B           | Sängerin, Schauspielerin               | 2            | [ 16 ] |
| 12    | Alien                        | Sophie Ellis-Bextor | Sängerin                               | 1            | [ 17 ] |

## Folgen
|   | Kostüm  | Lied, Originalinterpret                     | Ergebnis      |
| - | ------- | ------------------------------------------- | ------------- |
| 1 | Robin   | Can’t Stop the Feeling! – Justin Timberlake | Gewonnen      |
| 2 | Alien   | Don’t Start Now – Dua Lipa                  | Ausgeschieden |
|   |         |                                             |               |
| 3 | Swan    | That Don’t Impress Me Much – Shania Twain   | Vielleicht    |
| 4 | Dragon  | You’ve Got a Friend in Me – Randy Newman    | Gewonnen      |
|   |         |                                             |               |
| 5 | Sausage | Skin – Rag ’n’ Bone Man                     | Gewonnen      |
| 6 | Badger  | Feeling Good – Cy Grant                     | Vielleicht    |

|   | Kostüm            | Lied, Originalinterpret                         | Ergebnis      |
| - | ----------------- | ----------------------------------------------- | ------------- |
| 1 | Harlequin         | Diamonds – Rihanna                              | Vielleicht    |
| 2 | Blob              | Uptown Funk – Mark Ronson feat. Bruno Mars      | Gewonnen      |
|   |                   |                                                 |               |
| 3 | Seahorse          | Can’t Get You Out of My Head – Kylie Minogue    | Ausgeschieden |
| 4 | Viking            | Songbird – Fleetwood Mac                        | Gewonnen      |
|   |                   |                                                 |               |
| 5 | Bush Baby         | Deliah – Tom Jones                              | Gewonnen      |
| 6 | Grandfather Clock | Rock Around the Clock – Bill Haley & His Comets | Vielleicht    |

|          | Kostüm  | Lied, Originalinterpret                                | Ergebnis      |
| -------- | ------- | ------------------------------------------------------ | ------------- |
| 1        | Sausage | And I Am Telling You I’m Not Going – Jennifer Holliday | Vielleicht    |
| 2        | Robin   | Dance Monkey – Tones and I                             | Gewonnen      |
| 3        | Swan    | I Am What I Am – George Hearn                          | Vielleicht    |
| 4        | Badger  | I Don’t Want to Miss a Thing – Aerosmith               | Gewonnen      |
| 5        | Dragon  | Reach – S Club 7                                       | Gewonnen      |
| Sing-Off |         |                                                        |               |
| 6        | Sausage | Don’t Let Go (Love) – En Vogue                         | Gewonnen      |
| 7        | Swan    | Black Velvet – Alannah Myles                           | Ausgeschieden |

|          | Kostüm            | Lied, Originalinterpret                                | Ergebnis      |
| -------- | ----------------- | ------------------------------------------------------ | ------------- |
| 1        | Grandfather Clock | You Make Me Feel So Young – Carol Stewart & Del Porter | Vielleicht    |
| 2        | Harlequin         | Smile – Nat King Cole                                  | Gewonnen      |
| 3        | Bush Baby         | A Little Less Conversation – Elvis Presley             | Gewonnen      |
| 4        | Viking            | Watermelon Sugar – Harry Styles                        | Vielleicht    |
| 5        | Blob              | Word Up! – Cameo                                       | Gewonnen      |
| Sing-Off |                   |                                                        |               |
| 6        | Grandfather Clock | Can’t Smile Without You – David Martin                 | Ausgeschieden |
| 7        | Viking            | Crazy – Seal                                           | Gewonnen      |

|   | Kostüm    | Lied, Originalinterpret                      | Ergebnis      |
| - | --------- | -------------------------------------------- | ------------- |
| 1 | Blob      | Hotel Room Service – Pitbull                 | Gewonnen      |
| 2 | Sausage   | All Around the World – Lisa Stansfield       | Gewonnen      |
| 3 | Viking    | Take On Me – a-ha                            | Gewonnen      |
| 4 | Badger    | Because of You – Kelly Clarkson              | Gewonnen      |
| 5 | Bush Baby | Release Me – Jimmy Heap & the Melody Masters | Ausgeschieden |
| 6 | Dragon    | All by Myself – Eric Carmen                  | Vielleicht    |
| 7 | Harlequin | Fast Car – Tracy Chapman                     | Gewonnen      |
| 8 | Robin     | Rockin’ Robin – Bobby Day                    | Gewonnen      |

|   | Kostüm                  | Lied, Originalinterpret                                 | Ergebnis      |
| - | ----------------------- | ------------------------------------------------------- | ------------- |
|   | Alle übrigen Teilnehmer | That’s Not My Name – The Ting Tings                     | —             |
|   |                         |                                                         |               |
| 1 | Dragon                  | The Shoop Shoop Song (It’s in His Kiss) – Merry Clayton | Vielleicht    |
| 2 | Harlequin               | Falling – Harry Styles                                  | Gewonnen      |
| 3 | Blob                    | Addicted to Love – Robert Palmer                        | Ausgeschieden |
| 4 | Robin                   | Closer – Ne-Yo                                          | Gewonnen      |
| 5 | Badger                  | Wrecking Ball – Miley Cyrus                             | Gewonnen      |
| 6 | Viking                  | The Scientist – Coldplay                                | Ausgeschieden |
| 7 | Sausage                 | I Will Survive – Gloria Gaynor                          | Gewonnen      |

|                   | Kostüm                  | Lied, Originalinterpret             | Ergebnis      |
| ----------------- | ----------------------- | ----------------------------------- | ------------- |
|                   | Alle übrigen Teilnehmer | Superstar – Christine Milton        | —             |
|                   |                         |                                     |               |
| 1                 | Badger                  | Grease – Frankie Valli              | Gewonnen      |
| 2                 | Harlequin               | Everything I Wanted – Billie Eilish | Gewonnen      |
| 3                 | Robin                   | Thinking Out Loud – Ed Sheeran      | Gewonnen      |
| 4                 | Sausage                 | Good as Hell – Lizzo                | Gewonnen      |
| 5                 | Dragon                  | Make You Feel My Love – Bob Dylan   | Ausgeschieden |
| Zweiter Durchgang |                         |                                     |               |
| 6                 | Badger                  | Smells Like Teen Spirit – Nirvana   | Gewonnen      |
| 7                 | Harlequin               | Sweet but Psycho – Ava Max          | Ausgeschieden |
| 8                 | Robin                   | Footloose – Kenny Loggins           | Gewonnen      |
| 9                 | Sausage                 | Rise Up – Andra Day                 | Gewonnen      |

|                   | Kostüm                 | Lied, Originalinterpret                                      | Ergebnis      |
| ----------------- | ---------------------- | ------------------------------------------------------------ | ------------- |
|                   | Alle Staffelteilnehmer | I’m Coming Out – Diana Ross                                  | —             |
|                   |                        |                                                              |               |
| 1                 | Robin                  | For Once in My Life – Connie Haines                          | Dritter Platz |
| 2                 | Badger                 | Believer – Imagine Dragons                                   | Gewonnen      |
| 3                 | Sausage                | I Wanna Dance with Somebody (Who Loves Me) – Whitney Houston | Gewonnen      |
| Zweiter Durchgang |                        |                                                              |               |
| 4                 | Badger                 | Wrecking Ball – Miley Cyrus                                  | Zweiter Platz |
| 5                 | Sausage                | Rise Up – Andra Day                                          | Gewinnerin    |